# David Miller (velejador)
David Miller (Vancouver, 18 de setembro de 1943) é um velejador canadense, medalhista olímpico. Ele competiu nos Jogos Olímpicos de Verão de 1972 na classe Soling e conquistou a medalha de bronze, ao lado de Paul Côté e John Ekels.
Em 1974, Miller fundou a primeira filial canadense da North Sails e administrou seus negócios canadenses até sua aposentadoria em 2010. Ele foi sucedido por Ross MacDonald.